# جادوگر (مجموعه نمایش خانگی)
جادوگر یک مجموعهٔ تلویزیونی کمدی ایرانی به کارگردانی سید مسعود اطیابی است. پخش این مجموعه از ۲۵ اردیبهشت ۱۴۰۱ از شبکهٔ نمایش خانگی فیلیمو و نماوا آغاز شد و در ۳۰ مرداد ۱۴۰۱ به پایان رسید که این مجموعه شامل ۱۳ قسمت می باشد.

## خلاصهٔ داستان
قدرت و جهانگیر از جاعلان معروف تحت تعقیب پلیس قصد دارند از کشور بگریزند اما این دو، طی ماجراهایی درمی‌یابند که با رمالی می‌توانند کار و کاسبی جدیدی را پیشه کنند. با اینکه پلیس آن‌ها را شناسایی کرده اما آن‌ها به‌خاطر طمع دست از رمالی نمی‌کشند و با کلاهبرداری می‌توانند به مال و منالی برسند که …

## بازیگران
- احمد مهرانفر قدرت / مندل خان
- جواد رضویان جهانگیر
- مریم مؤمن پری
- نسیم ادبی  ماه طاووس
- فقیهه سلطانی  پریسا / عمه شهاب
- نادر سلیمانی ناخدا سهراب
- محسن کاشی زاده پلیس
- متین ستوده شیوا دانیالی
- رضا ناجی رحمان سعیدی
- گیتی قاسمی همسر ناخدا سهراب
- رضا توکلی احمد معینی
- محمد فیلی کامران رئوفی
- سعید محسنی
- پونه عاشورپور تارا
- شهین تسلیمی  میترا
- صحرا اسدالهی ساره دختر ناخدا سهراب
- محمدرضا عقدایی ناخدا بزرگ
- احمد ایراندوست عبدالقادر
- عرفان ابراهیمی دزد
- میثاق جمشیدی شهاب/برادرزاده پریسا
- شهرزاد کمال زاده سلما
- سمیه مهری همسر دوم ناخدا سهراب
- جواد پولادی
- سحر سلیمانی
- ژوونینگ
- یوچن
- یائولو